# 1. Fußball-Club Saarbrücken 1978-1979
Questa voce raccoglie le informazioni riguardanti il 1. Fußball-Club Saarbrücken nelle competizioni ufficiali della stagione 1978-1979.

## Stagione
Nella stagione 1978-1979 il Saarbrücken, allenato da Hans Cieslarczyk e Slobodan Čendić, concluse il campionato di 2. Bundesliga al 8º posto. In Coppa di Germania il Saarbrücken fu eliminato al secondo turno dal Bayer Uerdingen.

## Rosa
| N. |                     | Ruolo | Calciatore         |
| -- | ------------------- | ----- | ------------------ |
|    | Germania (bandiera) | P     | Dieter Ferner      |
|    | Germania (bandiera) | P     | Norbert Sauer      |
|    | Germania (bandiera) | D     | Horst Bender       |
|    | Germania (bandiera) | D     | Walter Müller      |
|    | Germania (bandiera) | D     | Egon Schmitt       |
|    | Germania (bandiera) | D     | Ernst Traser       |
|    | Germania (bandiera) | D     | Reinhold Zech      |
|    | Germania (bandiera) | C     | Ludwig Denz        |
|    | Germania (bandiera) | C     | Gerd Müller        |
|    | Germania (bandiera) | C     | Frank Niederländer |
|    | Germania (bandiera) | C     | Norbert Schmidt    |
|    | Germania (bandiera) | C     | Aron Schöpfer      |

| N. |                     | Ruolo | Calciatore        |
| -- | ------------------- | ----- | ----------------- |
|    | Germania (bandiera) | C     | Alexander Schwarz |
|    | Germania (bandiera) | C     | Horst Selling     |
|    | Germania (bandiera) | C     | Heinz Traser      |
|    | Germania (bandiera) | A     | Konrad Eickels    |
|    | Germania (bandiera) | A     | Peter Frenzle     |
|    | Germania (bandiera) | A     | Werner Heck       |
|    | Germania (bandiera) | A     | Rudi Kappes       |
|    | Germania (bandiera) | A     | Rainer Künkel     |
|    | Germania (bandiera) | A     | Günther Michl     |
|    | Germania (bandiera) | A     | Peter Schmidt     |
|    | Germania (bandiera) | A     | Erich Unger       |

## Organigramma societario
Area tecnica
- Allenatore: Slobodan Čendić
- Allenatore in seconda:
- Preparatore dei portieri:
- Preparatori atletici:

## Calciomercato

### Sessione estiva
| Acquisti | Acquisti          | Acquisti          | Acquisti |
| R.       | Nome              | da                | Modalità |
| -------- | ----------------- | ----------------- | -------- |
| A        | Rainer Künkel     | Bayern Monaco     |          |
| A        | Günther Michl     | Bayern Hof        |          |
| C        | Gerd Müller       | Kickers Offenbach |          |
| D        | Walter Müller     | Fortuna Colonia   |          |
| C        | Alexander Schwarz | Greuther Fürth    |          |
| A        | Erich Unger       | Greuther Fürth    |          |

| Cessioni | Cessioni         | Cessioni              | Cessioni |
| R.       | Nome             | a                     | Modalità |
| -------- | ---------------- | --------------------- | -------- |
| C        | Jovan Aćimović   | Sinđelić Belgrado     |          |
| A        | Harry Ellbracht  | Arminia Bielefeld     |          |
| D        | Bernd Förster    | Stoccarda             |          |
| C        | Werner Lorant    | Eintracht Francoforte |          |
| C        | Ludwig Schuster  | Fortuna Colonia       |          |
| A        | Roland Stegmayer | Fortuna Colonia       |          |

### Sessione invernale
| Acquisti | Acquisti | Acquisti | Acquisti |
| R.       | Nome     | da       | Modalità |
| -------- | -------- | -------- | -------- |

| Cessioni | Cessioni | Cessioni | Cessioni |
| R.       | Nome     | a        | Modalità |
| -------- | -------- | -------- | -------- |

## Risultati

### 2. Bundesliga

#### Girone di andata
| Arbitro: | Ulm |

|                        |           |           |
| Schenk 35’ (rig.), 78’ | Marcatori | 56’ Michl |

| Arbitro: | Wilhelmi |

|                               |           |            |
| Müller 7’ Traser 18’ Denz 88’ | Marcatori | 86’ Storch |

| Treviri 12 agosto 1978 3ª giornata | Eintracht Treviri | 0 – 0 referto | Saarbrücken | Moselstadion (15 000 spett.)\| Arbitro: \| Nickel \| |
| Arbitro:                           | Nickel            |               |             |                                                      |

| Arbitro: | Messmer |

|            |           |              |
| Müller 25’ | Marcatori | 46’ Hoffmann |

| Arbitro: | Drescher |

|                                            |           |                                  |
| Dörflinger 25’, 33’, 54’ Zacher 37’ (rig.) | Marcatori | 58’ Müller 70’ (rig.), 76’ Unger |

| Arbitro: | Könen |

|            |           |             |
| Traser 30’ | Marcatori | 37’ Seubert |

| Arbitro: | Sahner |

|                    |           |           |
| Bitz 13’, 35’, 44’ | Marcatori | 47’ Unger |

| Arbitro: | Huster |

|            |           |                     |
| Traser 34’ | Marcatori | 77’ Diener 86’ Lenz |

| Arbitro: | Quindeau |

|                           |           |            |
| Kirschner 30’, 60’ (rig.) | Marcatori | 18’ Müller |

| Arbitro: | Glaw |

|                    |           |  |
| Heck 2’ Künkel 65’ | Marcatori |  |

| Arbitro: | Clajus |

|               |           |                                         |
| Heck 17’, 79’ | Marcatori | 7’, 89’ Bleckert 38’ Hansen 67’ Brendel |

| Arbitro: | Klauser |

|                         |           |                                           |
| Sebert 55’ Lachmann 87’ | Marcatori | 13’, 52’, 63’ Künkel 20’ Müller 54’ Michl |

| Arbitro: | Boos |

|                                      |           |                                    |
| Heck 56’ Unger 77’ (rig.) Müller 85’ | Marcatori | 16’ (rig.) Dörr 51’ Jörg 65’ Klein |

| Arbitro: | Kühne |

|                                                |           |  |
| Schade 53’ Grawunder 64’ Wiesenthal 73’ (rig.) | Marcatori |  |

| Arbitro: | Linn |

|                      |           |  |
| Schmidt 41’ Heck 72’ | Marcatori |  |

| Arbitro: | Kühne |

|           |           |                          |
| Kromm 82’ | Marcatori | 75’, 84’ Heck 78’ Künkel |

| Arbitro: | Dölfel |

|          |           |  |
| Denz 14’ | Marcatori |  |

| Arbitro: | Schumann |

|          |           |  |
| Roth 27’ | Marcatori |  |

| Arbitro: | Hellwig |

|                               |           |              |
| Denz 56’ Heck 67’ Schwarz 86’ | Marcatori | 47’ Hofeditz |

#### Girone di ritorno
| Arbitro: | Regneri |

|                                                      |           |             |
| Unger 17’ (rig.), 55’ Heck 42’ Müller 44’ Künkel 47’ | Marcatori | 51’ Stöckle |

| Würzburg 21 gennaio 1979 21ª giornata | FV Würzburg 04 | 0 – 0 referto | Saarbrücken | Stadion an der Frankfurter Straße (3 000 spett.)\| Arbitro: \| Dahler \| |
| Arbitro:                              | Dahler         |               |             |                                                                          |

| Arbitro: | Nickel |

|                      |           |                     |
| Traser 60’ Unger 70’ | Marcatori | 9’, 32’ Leiendecker |

| Arbitro: | Ross |

|                            |           |                           |
| Haug 12’ (rig.) Dreher 50’ | Marcatori | 29’ (rig.) Unger 69’ Denz |

| Arbitro: | Jupe |

|                       |           |            |
| Künkel 8’ Schwarz 79’ | Marcatori | 53’ Susser |

| Arbitro: | Linn |

|  |           |          |
|  | Marcatori | 47’ Denz |

| Arbitro: | Quindeau |

|                                    |           |            |
| Künkel 24’, 65’, 71’ Heck 26’, 78’ | Marcatori | 82’ Völler |

| Homburg 17 marzo 1979 27ª giornata | Homburg  | 0 – 0 referto | Saarbrücken | Waldstadion (14 000 spett.)\| Arbitro: \| Hontheim \| |
| Arbitro:                           | Hontheim |               |             |                                                       |

| Saarbrücken 25 marzo 1979 28ª giornata | Saarbrücken | 0 – 0 referto | Fürth | Ludwigsparkstadion (6 000 spett.)\| Arbitro: \| Gaus \| |
| Arbitro:                               | Gaus        |               |       |                                                         |

| Arbitro: | Huster |

|           |           |                      |
| Höfer 81’ | Marcatori | 27’ Unger 42’ Künkel |

| Arbitro: | Walz |

|                                 |           |                 |
| Größler 41’ (rig.) Sommerer 79’ | Marcatori | 22’, 70’ Künkel |

| Arbitro: | Wohlfarth |

|  |           |                          |
|  | Marcatori | 58’ Sebert 70’ Schneider |

| Arbitro: | Correll |

|                                                 |           |                                        |
| Jörg 12’ (rig.), 40’ Stempfle 51’ Bernecker 86’ | Marcatori | 31’ Traser 37’ (aut.) Klein 48’ Künkel |

| Arbitro: | Brückner |

|                      |           |                |
| Heck 34’ Schmidt 55’ | Marcatori | 54’ Wiesenthal |

| Arbitro: | Michel |

|  |           |                                    |
|  | Marcatori | 46’ Denz 57’, 89’ Künkel 75’ Unger |

| Arbitro: | Klauser |

|          |           |                          |
| Heck 37’ | Marcatori | 1’ Dymalla 58’ Schwemmle |

| Arbitro: | Drescher |

|                                                                   |           |  |
| Killmaier 27’ (rig.) Klein 40’, 53’ Bender 60’ (aut.) Bajlitz 65’ | Marcatori |  |

| Arbitro: | Engel |

|                                      |           |           |
| Heck 16’ Künkel 28’, 53’ Schmidt 69’ | Marcatori | 69’ Kobel |

| Arbitro: | Joos |

|                                            |           |          |
| Herberth 6’ Gerber 31’ Scheller 68’ (rig.) | Marcatori | 62’ Heck |

### Coppa di Germania
| Arbitro: | Walz |

|            |           |  |
| Michl 110’ | Marcatori |  |

| Arbitro: | Frickel |

|                 |           |                                     |
| Künkel 55’, 69’ | Marcatori | 31’ Hoffmann 73’, 85’ (rig.) Funkel |

## Statistiche

### Statistiche di squadra
| Competizione      | Punti | In casa | In casa | In casa | In casa | In casa | In casa | In trasferta | In trasferta | In trasferta | In trasferta | In trasferta | In trasferta | Totale | Totale | Totale | Totale | Totale | Totale | DR  |
| Competizione      | Punti | G       | V       | N       | P       | Gf      | Gs      | G            | V            | N            | P            | Gf           | Gs           | G      | V      | N      | P      | Gf     | Gs     | DR  |
| ----------------- | ----- | ------- | ------- | ------- | ------- | ------- | ------- | ------------ | ------------ | ------------ | ------------ | ------------ | ------------ | ------ | ------ | ------ | ------ | ------ | ------ | --- |
| 2. Bundesliga     | 40    | 19      | 10      | 5       | 4       | 40      | 24      | 19           | 5            | 5            | 9            | 29           | 35           | 38     | 15     | 10     | 13     | 69     | 59     | +10 |
| Coppa di Germania | -     | 2       | 1       | 0       | 1       | 3       | 3       | 0            | 0            | 0            | 0            | 0            | 0            | 2      | 1      | 0      | 1      | 3      | 3      | 0   |
| Totale            | 40    | 21      | 11      | 5       | 5       | 43      | 27      | 19           | 5            | 5            | 9            | 29           | 35           | 40     | 16     | 10     | 14     | 72     | 62     | +10 |

### Andamento in campionato
| Giornata  | 1  | 2 | 3  | 4  | 5  | 6  | 7  | 8  | 9  | 10 | 11 | 12 | 13 | 14 | 15 | 16 | 17 | 18 | 19 | 20 | 21 | 22 | 23 | 24 | 25 | 26 | 27 | 28 | 29 | 30 | 31 | 32 | 33 | 34 | 35 | 36 | 37 | 38 |
| --------- | -- | - | -- | -- | -- | -- | -- | -- | -- | -- | -- | -- | -- | -- | -- | -- | -- | -- | -- | -- | -- | -- | -- | -- | -- | -- | -- | -- | -- | -- | -- | -- | -- | -- | -- | -- | -- | -- |
| Luogo     | T  | C | T  | C  | T  | C  | T  | C  | T  | C  | C  | T  | C  | T  | C  | T  | C  | T  | C  | C  | T  | C  | T  | C  | T  | C  | T  | C  | T  | T  | C  | T  | C  | T  | C  | T  | C  | T  |
| Risultato | P  | V | N  | N  | P  | N  | P  | P  | P  | V  | P  | V  | N  | P  | V  | V  | V  | P  | V  | V  | N  | N  | N  | V  | V  | V  | N  | N  | V  | N  | P  | P  | V  | V  | P  | P  | V  | P  |
| Posizione | 14 | 8 | 11 | 10 | 11 | 14 | 15 | 16 | 17 | 16 | 16 | 14 | 14 | 16 | 13 | 13 | 12 | 12 | 11 | 10 | 9  | 10 | 9  | 9  | 9  | 8  | 9  | 8  | 8  | 8  | 9  | 9  | 9  | 7  | 9  | 9  | 8  | 8  |

Legenda:

Luogo: C = Casa; T = Trasferta. Risultato: V = Vittoria; N = Pareggio; P = Sconfitta.

### Statistiche dei giocatori
| Giocatore       | 2. Bundesliga | 2. Bundesliga | 2. Bundesliga | 2. Bundesliga | Coppa di Germania | Coppa di Germania | Coppa di Germania | Coppa di Germania | Totale   | Totale | Totale      | Totale     |
| Giocatore       | Presenze      | Reti          | Ammonizioni   | Espulsioni    | Presenze          | Reti              | Ammonizioni       | Espulsioni        | Presenze | Reti   | Ammonizioni | Espulsioni |
| --------------- | ------------- | ------------- | ------------- | ------------- | ----------------- | ----------------- | ----------------- | ----------------- | -------- | ------ | ----------- | ---------- |
| H. Bender       | 26            | 0             | 3             | 0             | 1                 | 0                 | 0                 | 0                 | 27       | 0      | 3           | 0          |
| L. Denz         | 36            | 6             | 3             | 0             | 2                 | 0                 | 1                 | 0                 | 38       | 6      | 4           | 0          |
| K. Eickels      | 31            | 0             | 11            | 0             | 1                 | 0                 | 0                 | 0                 | 32       | 0      | 11          | 0          |
| D. Ferner       | 17            | 0             | 1             | 0             | 0                 | 0                 | 0                 | 0                 | 17       | 0      | 1           | 0          |
| P. Frenzle      | 4             | 0             | 0             | 0             | 1                 | 0                 | 0                 | 0                 | 5        | 0      | 0           | 0          |
| W. Heck         | 31            | 15            | 4             | 0             | 1                 | 0                 | 0                 | 0                 | 32       | 15     | 4           | 0          |
| R. Kappes       | 5             | 0             | 0             | 0             | 0                 | 0                 | 0                 | 0                 | 5        | 0      | 0           | 0          |
| R. Künkel       | 28            | 18            | 2             | 0             | 1                 | 2                 | 0                 | 0                 | 29       | 20     | 2           | 0          |
| G. Michl        | 26            | 2             | 2             | 0             | 1                 | 1                 | 0                 | 0                 | 27       | 3      | 2           | 0          |
| G. Müller       | 17            | 3             | 3             | 0             | 1                 | 0                 | 0                 | 0                 | 18       | 3      | 3           | 0          |
| W. Müller       | 38            | 4             | 3             | 0             | 2                 | 0                 | 0                 | 0                 | 40       | 4      | 3           | 0          |
| F. Niederländer | 1             | 0             | 0             | 0             | 0                 | 0                 | 0                 | 0                 | 1        | 0      | 0           | 0          |
| N. Sauer        | 21            | 0             | 0             | 0             | 2                 | 0                 | 0                 | 0                 | 23       | 0      | 0           | 0          |
| N. Schmidt      | 6             | 0             | 0             | 0             | 0                 | 0                 | 0                 | 0                 | 6        | 0      | 0           | 0          |
| P. Schmidt      | 13            | 3             | 0             | 0             | 1                 | 0                 | 0                 | 0                 | 14       | 3      | 0           | 0          |
| E. Schmitt      | 37            | 0             | 0             | 0             | 2                 | 0                 | 0                 | 0                 | 39       | 0      | 0           | 0          |
| A. Schwarz      | 33            | 2             | 3             | 0             | 2                 | 0                 | 0                 | 0                 | 35       | 2      | 3           | 0          |
| A. Schöpfer     | 1             | 0             | 0             | 0             | 0                 | 0                 | 0                 | 0                 | 1        | 0      | 0           | 0          |
| H. Selling      | 0             | 0             | 0             | 0             | 0                 | 0                 | 0                 | 0                 | 0        | 0      | 0           | 0          |
| E. Traser       | 32            | 2             | 3             | 0             | 2                 | 0                 | 0                 | 0                 | 34       | 2      | 3           | 0          |
| H. Traser       | 26            | 3             | 2             | 0             | 2                 | 0                 | 0                 | 0                 | 28       | 3      | 2           | 0          |
| E. Unger        | 33            | 10            | 0             | 0             | 2                 | 0                 | 0                 | 0                 | 35       | 10     | 0           | 0          |
| R. Zech         | 14            | 0             | 4             | 0             | 1                 | 0                 | 0                 | 0                 | 15       | 0      | 4           | 0          |